# Cześć, jak się masz?
Cześć, jak się masz? è un singolo del rapper polacco Sobel e della cantante polacca Sanah, pubblicato l'11 ottobre 2021 come settimo estratto dal primo album in studio del primo Pułapka na motyle.

## Video musicale
Il video musicale, diretto da Andiamo, è stato reso disponibile in concomitanza con l'uscita del brano attraverso il canale YouTube di Sobel.

## Tracce
Testi e musiche di Szymon Sobel, Zuzanna Irena Jurczak, Dominic Buczkowski-Wojtaszek, Olek Kowalski, Patryk Kumór e Tom Martin.
1. Cześć, jak się masz? – 3:21

## Formazione
- Sobel – voce
- Sanah – voce
- Dominic Buczkowski-Wojtaszek – produzione, missaggio
- Patryk Kumór – produzione, missaggio
- Tom Martin – produzione
- Jacek Gawlowski – mastering

## Classifiche

### Classifiche settimanali
| Classifica (2022) | Posizione massima |
| ----------------- | ----------------- |
| Polonia           | 1                 |

### Classifiche di fine anno
| Classifica (2021) | Posizione |
| ----------------- | --------- |
| Polonia           | 77        |
| Classifica (2022) | Posizione |
| Polonia           | 84        |